# 바둑 기사

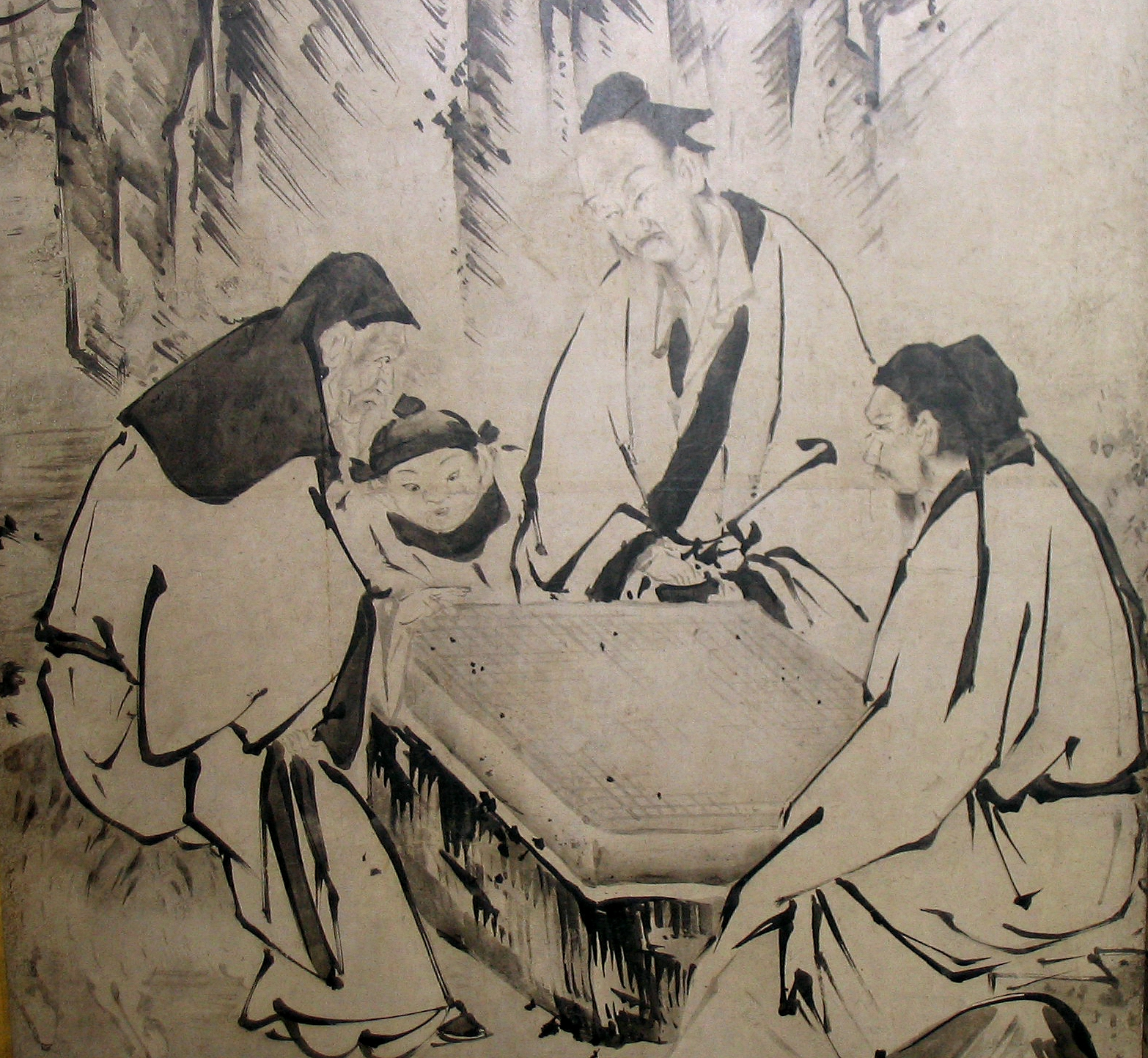

바둑 기사( - 棋士/碁士)는 바둑을 두는 사람을 이르는 총칭이다. 일반적으로 직업으로서 바둑을 두는 프로를 가리키는 경우가 많지만 아마추어에게도 적용된다.

## 같이 보기
- 프로 바둑 기사